# Martian Land
Martian Land è un film del 2015.

## Trama
In un lontano futuro, dopo la distruzione della Terra, l'umanità si è trasferita su Marte e vive in città coperte da enormi cupole. Quando un'enorme tempesta di sabbia distrugge New York Marziana, gli abitanti di Los Angeles Marziana cercano di fermare la catastrofe.